# The Great Harry Hillman
The Great Harry Hillman ist eine aus drei Schweizern und einem Deutschen bestehende Band, die dem Genre Jazz zugerechnet wird. Das im Jahr 2008 in Luzern gegründete Quartett besteht aus dem Saxophonisten und Bassklarinettisten Nils Fischer, dem Gitarristen und Musikproduzenten David Koch, dem Bassisten Samuel Huwyler und dem Schlagzeuger Dominik Mahnig.

## Geschichte
Die vier Musiker lernten sich 2008 im Rahmen ihres Jazzstudiums an der Hochschule Luzern (Schweiz) kennen. Der Bandname geht auf den amerikanischen Hürdenläufer Harry Hillman zurück, der 1904 an den Olympischen Spielen in St. Louis drei Goldmedaillen gewann. Noch während ihres gemeinsamen Musik-Studiums nahm die Band 2012 nach einer längeren Tournee. ihr erstes Album Livingston auf, das 2013 unter eigenem Namen veröffentlicht wurde. Darauf folgten Tourneen in Deutschland, Großbritannien, Belgien, Italien und anderen europäischen Ländern. 2015 gewann die Band den ZKB Jazzpreis, bei dem unter anderem Jim Black jurierte. In seinem Zitat beschreibt er die Band als „the current definition of what it means to be a new young modern jazz band in these times.“ 2015 wurde ihr zweites Album Veer Off Course beim deutschen Label Klaeng Records veröffentlicht. Schon mit diesem Album zeichnete sich der gegenwärtige musikalische Stil der Band ab, der Jazz, Rock und Improvisation miteinander verbindet. Aufschlussreich diesbezüglich ist, dass die vier Bandmitglieder auch in anderen musikalischen Genres tätig sind. Im Mai 2017 veröffentlichte das amerikanische Musiklabel Cuneiform Records The Great Harry Hillman's drittes Studioalbum TILT. Die Band promotete dieses auf einer Tour durch Japan im Mai 2017 sowie mit der Veröffentlichung eines gleichnamigen 360°-Musikvideos.

## Diskografie
- Livingston (2013)
- Veer Off Course (2015; Klaeng Records)
- TILT (2017; Cuneiform Records)
- Live at Donau115 (2020)
- Soap (2023)

## Preise und Auszeichnungen
- 2015: ZKB Jazzpreis
- 2017: BeJazz Transnational